# N-ethylcarbazool
N-ethylcarbazool is een van carbazool afgeleide organische verbinding met als brutoformule C14H13N. Het is een brandbare, bruine vaste stof, die vrijwel onoplosbaar is in water.

## Synthese
N-ethylcarbazool kan gesynthetiseerd worden door ethyleren van kaliumcarbazolaat (het kaliumzout van carbazool) met di-ethylsulfide in chloorbenzeen bij 100°C.

## Toepassingen

### Waterstofopslag
N-ethylcarbazool is, samen met verwante verbindingen als N-methylcarbazool en fenyleencarbazool, onderzocht op zijn mogelijkheden als transport- en opslagmiddel voor waterstofgas ten behoeve van gebruik in brandstofcellen of interne verbrandingsmotoren. Het binden van waterstofgas vindt plaats onder druk en met een geschikte katalysator, bijvoorbeeld ruthenium of platina. Transport van brandgevaarlijk waterstofgas is niet nodig. De omzetting van N-ethylcarbazool naar zijn volledig gehydrogeneerde analoog (de perhydrovorm) kan op dezelfde plek gebeuren als de productie van waterstof. De stof is in zijn perhydrovorm vloeibaar en kan tot 54 g/L waterstofgas afgeven. Eenzelfde hoeveelheid waterstofgas heeft onder standaardomstandigheden een volume van ongeveer 604 liter:
Deze reactie verloopt naar links bij temperaturen boven 100°C: het waterstofgas komt weer beschikbaar als brandstof. De restwarmte van de verbranding ervan zorgt voor het vrijkomen van nieuwe hoeveelheden waterstofgas. Het carbazool kan vervolgens opnieuw gehydrogeneerd worden. Interessant is ook de energiedichtheid in vergelijking met andere manieren om waterstofgas op te slaan. Opslag van elektrische energie (na omzetting in waterstofgas) in N-ethylcarbazool gebeurt efficiënter dan in bijvoorbeeld de Sabatier-reactie. De huidige infrastructuur rond tankstations kan daarbij vrijwel onveranderd in gebruik blijven.  Een nadeel is echter dat N-ethylcarbazool teruggebracht moet worden naar de plaats waar de hydrogenering plaatsvindt.

### Strijdgas
Tijdens de Eerste Wereldoorlog werd N-ethylcarbazool in combinatie met antraceenolie ingezet als strijdgas in zogenaamde Blaukreuzgranaten. De stof werkt irriterend op de neus- en keelholte, maar werd niet tegengehouden door de toenmalige gasmaskers. De optredende niesreflex leidde tot het afzetten van de gasmaskers, waarna de getroffenen slachtoffer werden van de andere in de granaat aanwezige gevaarlijkere stoffen.

### Weekmaker
N-ethylcarbazool wordt toegepast als weekmaker.